# Ostra Góra (Pasmo Szpilówki)
Ostra Góra (373 m) – wzniesienie w Paśmie Szpilówki na Pogórzu Wiśnickim. Znajduje się w obrębie miejscowości Lipnica Dolna i stanowi zakończenie północnego grzbietu Szpilówki.
Szczyt oraz zachodnie i północne stoki Ostrej Góry porasta las, stoki południowe i wschodnie pokryte są polami uprawnymi. W stoki północno-zachodnie wcinają się dolinki dwóch źródłowych cieków potoku uchodzącego do Uszwicy.